# Schabenhausen
Schabenhausen ist ein Stadtteil von Niedereschach im Schwarzwald-Baar-Kreis in Baden-Württemberg.

## Wappen
Beschreibung: „In Silber auf acht [(2:3:2:1)] grünen Bergen je ein silbernes Häuschen mit rotem Dach.“

## Geographie
Schabenhausen ist ein locker gebautes Dorf aus einzelnen Zinken und Hofgruppen auf der Buntsandsteinhochfläche. Es liegt 2,5 km westlich von Niedereschach.

## Geschichte
Schabenhausen wurde vermutlich 1086 als Husen erstmals erwähnt, 1094 als Scheibenhusen. Es war ein frühmittelalterlicher Ausbauort. Die Erstnennung ist in den Gründungsberichten des Klosters St. Georgen verzeichnet. Eine örtliche Adelsfamilie ist vielleicht schon 1086 mit Ulrich von Husen bis 1344 belegt, welche vermutlich im Besitz der Ortsherrschaft war. 1483 verkaufte die Gemeinde Niedereschach den ganzen Ort Schabenhausen. Vormals von Heinrich von Baustetten zu Horgen gelangte Schabenhausen 1502 in den Besitz des Klosters St. Georgen. Es befand sich bis 1806 im Klosteramt St. Georgen, dann gelangte es in das württembergische Oberamt Rottweil. Die Angliederung an das Großherzogtum Baden erfolgte im Grenzvertrag zwischen Württemberg und Baden 1810, wo es in das Bezirksamt Villingen kam.
Seit dem 1. Dezember 1971 ist es ein Teil der Gemeinde Niedereschach.

## Verwaltung
Zur ehemaligen Gemeinde Schabenhausen gehören die Zinken Altbad, Auf den Höfen, Bei der Mühle, Im oberen Loh, Kohlerberg, Kohlwald, Mittendorf (Beim Neubad), Unterdorf (Bei der Krone), die Höfe Hasenstall, Lohhof und Schlössle und der Wohnplatz Bärleswies.